# Leucocoryne maulensis
Leucocoryne maulensis är en amaryllisväxtart som beskrevs av Pierfelice Ravenna. Leucocoryne maulensis ingår i släktet Leucocoryne och familjen amaryllisväxter. Inga underarter finns listade i Catalogue of Life.